# Lev Burian Berka z Dubé
Lev Burian Eusebius hrabě Berka z Dubé a z Lipé (asi 1586/1590 – 26. března 1626) byl český šlechtic ze starobylého rodu Berků z Dubé, synovec pražského arcibiskupa Zbyňka Berky z Dubé. Patřil ke katolické šlechtě a stoupencům Ferdinanda II., po bitvě na Bílé hoře zastával nejvyšší zemské úřady v Čechách a na Moravě. Vlastnil rozsáhlý majetek ve východních Čechách a na Vysočině, pro svůj rod získal titul říšských hrabat (1623).

## Život
Narodil se jako mladší syn nejvyššího komorníka Václava staršího Berky z Dubé (1554–1600) a jeho manželky Markéty Trčkové z Lípy († 1644). Po otci byl mimo jiné synovcem pražského arcibiskupa Zbyňka Berky, díky matce byl spřízněn s tehdy nejbohatší českou rodinou Trčků z Lípy. Po otci zdědil panství Rychmburk, k němuž přikupoval další statky (Rosice), takže ve východních Čechách vytvořil rozsáhlý majetkový komplex.

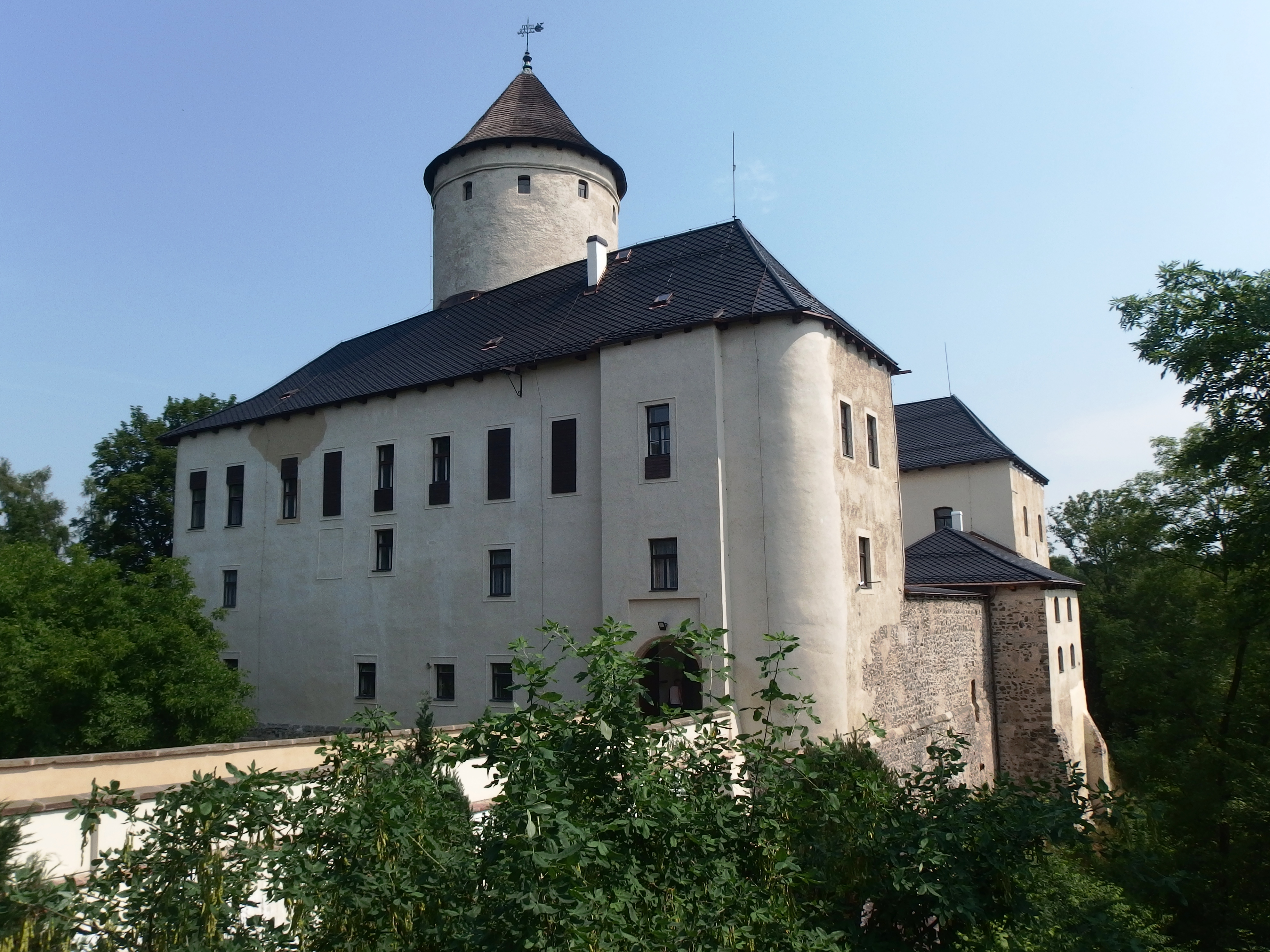
Hrad Rychmburk

Kromě toho po tetě Aleně Meziříčské z Lomnice zdědil v roce 1610 statky na Vysočině (Budišov, Osová, Nové Veselí) a aktivně se zapojil do veřejného života na Moravě. V letech 1617–1618 byl moravským nejvyšším sudím, vliv měl i jako císařský komorník a stoupenec císařů Matyáše a Ferdinanda II. Na rozdíl od dalších Berků v době stavovského povstání setrval na pozicích katolické šlechty a příznivců Ferdinanda II., načež byl v roce 1619 vypovězen ze země a byly mu zabaveny statky.
Po porážce stavovského povstání obnovil své vlivné postavení, jak na Moravě, tak i v Čechách. Převzal v rodině dědičnou funkci nejvyššího maršálka Českého království (1620–1625), znovu se stal moravským nejvyšším sudím (1623–1625). V této funkci často zastupoval moravského místodržitele kardinála Ditrichštejna a rozhodoval o rozdělování konfiskovaných statků. Sám získal panství Dačice (1622) a dům v Olomouci, východočeské dominium rozšířil o panství Slatiňany (1623). Z panství Rychmburk se třemi městečky a 54 vesnicemi vytvořil rodový fideikomis. V roce 1623 byl povýšen do hraběcího stavu. Svou kariéru završil jako nejvyšší komoří na Moravě (1625–1626), zemřel však náhle v březnu 1626. Spolu s dalšími členy rodu Berků je pohřben v kapli sv. Ludmily v katedrále sv. Víta.
Jeho manželkou byla od roku 1617 Františka Hipolyta z Fürstenbergu (1592–1644), dcera Albrechta z Fürstenbergu, po matce z rodu Pernštejnů, sestra prezidenta říšské dvorské rady Vratislava z Fürstenbergu. Jejich jediný syn Matyáš Ferdinand (1620–1644) byl nadějí této linie Berků, zemřel však krátce po dokončení kavalírské cesty v Jihlavě. O rozsáhlé dědictví poté vypukl soudní spor, který částečně skončil v roce 1669, kdy panství Rychmburk převzal František Antonín Berka z Dubé z jablonské větve rodu. V případě Dačic a Budišova se soudní spor táhl až do počátku 18. století.